# Europarlamentari della Spagna della V legislatura
Gli europarlamentari della Spagna della V legislatura, eletti in occasione delle elezioni europee del 1999, furono i seguenti.

## Composizione storica
| Europarlamentare                      | Lista                                                                     | Gruppo    |
| ------------------------------------- | ------------------------------------------------------------------------- | --------- |
| Alejandro Agag                        | Partito Popolare                                                          | PPE-DE    |
| Pedro Aparicio Sánchez                | Partito Socialista Operaio Spagnolo                                       | PSE       |
| María Antonia Avilés Perea            | Partito Popolare                                                          | PPE-DE    |
| Pilar Ayuso                           | Partito Popolare                                                          | PPE-DE    |
| Enrique Barón Crespo                  | Partito Socialista Operaio Spagnolo                                       | PSE       |
| Carlos Bautista Ojeda                 | Coalizione Europea (Partito Andalusista)                                  | Verdi/ALE |
| Luis Berenguer Fuster                 | Partito Socialista Operaio Spagnolo                                       | PSE       |
| Carlos Carnero González               | Partito Socialista Operaio Spagnolo (Nuova Sinistra)                      | PSE       |
| Alejandro Cercas                      | Partito Socialista Operaio Spagnolo                                       | PSE       |
| Carmen Cerdeira Morterero             | Partito Socialista Operaio Spagnolo                                       | PSE       |
| Joan Colom i Naval                    | Partito Socialista Operaio Spagnolo (Partito dei Socialisti di Catalogna) | PSE       |
| Rosa Díez González                    | Partito Socialista Operaio Spagnolo                                       | PSE       |
| Bárbara Dührkop                       | Partito Socialista Operaio Spagnolo                                       | PSE       |
| Pere Esteve                           | Convergenza e Unione (Convergenza Democratica di Catalogna)               | ELDR      |
| Juan Manuel Fabra Vallés              | Partito Popolare                                                          | PPE-DE    |
| Fernando Fernández Martín             | Partito Popolare                                                          | PPE-DE    |
| Concepció Ferrer                      | Convergenza e Unione (Unione Democratica di Catalogna)                    | PPE-DE    |
| Carmen Fraga Estévez                  | Partito Popolare                                                          | PPE-DE    |
| Gerardo Galeote                       | Partito Popolare                                                          | PPE-DE    |
| José Manuel García-Margallo y Marfil  | Partito Popolare                                                          | PPE-DE    |
| Cristina García-Orcoyen Tormo         | Partito Popolare                                                          | PPE-DE    |
| Salvador Garriga Polledo              | Partito Popolare                                                          | PPE-DE    |
| Carles-Alfred Gasòliba i Böhm         | Convergenza e Unione (Convergenza Democratica di Catalogna)               | ELDR      |
| José María Gil-Robles Gil-Delgado     | Partito Popolare                                                          | PPE-DE    |
| Laura González Álvarez                | Sinistra Unita                                                            | GUE/NGL   |
| Koldo Gorostiaga Atxalandabaso        | Euskal Herritarrok (Herri Batasuna)                                       | NI        |
| Cristina Gutiérrez-Cortines           | Partito Popolare                                                          | PPE-DE    |
| Jorge Salvador Hernández Mollar       | Partito Popolare                                                          | PPE-DE    |
| Juan De Dios Izquierdo Collado        | Partito Socialista Operaio Spagnolo                                       | PSE       |
| María Izquierdo Rojo                  | Partito Socialista Operaio Spagnolo                                       | PSE       |
| Salvador Jové Peres                   | Sinistra Unita                                                            | GUE/NGL   |
| Gorka Knörr Borràs                    | Coalizione Nazionalista - Europa dei Popoli (Eusko Alkartasuna)           | Verdi/ALE |
| Pedro Marset Campos                   | Sinistra Unita                                                            | GUE/NGL   |
| Miguel Angel Martínez Martínez        | Partito Socialista Operaio Spagnolo                                       | PSE       |
| Manuel Medina Ortega                  | Partito Socialista Operaio Spagnolo                                       | PSE       |
| Íñigo Méndez De Vigo                  | Partito Popolare                                                          | PPE-DE    |
| José María Mendiluce Pereiro          | Partito Socialista Operaio Spagnolo                                       | PSE       |
| Emilio Menéndez Del Valle             | Partito Socialista Operaio Spagnolo                                       | PSE       |
| Rosa Miguélez Ramos                   | Partito Socialista Operaio Spagnolo                                       | PSE       |
| Camilo Nogueira Román                 | Blocco Nazionalista Galiziano                                             | Verdi/ALE |
| Raimon Obiols                         | Partito Socialista Operaio Spagnolo                                       | PSE       |
| Juan Ojeda Sanz                       | Partito Popolare                                                          | PPE-DE    |
| Josu Ortuondo Larrea                  | Coalizione Nazionalista - Europa dei Popoli (Partito Nazionalista Basco)  | Verdi/ALE |
| Ana Palacio Vallelersundi             | Partito Popolare                                                          | PPE-DE    |
| Loyola De Palacio Vallelersundi       | Partito Popolare                                                          | PPE-DE    |
| Manuel Pérez Álvarez                  | Partito Popolare                                                          | PPE-DE    |
| Fernando Pérez Royo                   | Partito Socialista Operaio Spagnolo                                       | PSE       |
| José Javier Pomés Ruiz                | Partito Popolare                                                          | PPE-DE    |
| Alonso José Puerta                    | Sinistra Unita                                                            | GUE/NGL   |
| Encarnación Redondo Jiménez           | Partito Popolare                                                          | PPE-DE    |
| Mónica Ridruejo                       | Partito Popolare                                                          | PPE-DE    |
| Carlos Ripoll Y Martínez De Bedoya    | Partito Popolare                                                          | PPE-DE    |
| María Soraya Rodríguez Ramos          | Partito Socialista Operaio Spagnolo                                       | PSE       |
| José Ignacio Salafranca Sánchez-Neyra | Partito Popolare                                                          | PPE-DE    |
| Isidoro Sánchez García                | Coalizione Europea (Coalizione Canaria)                                   | ELDR      |
| Francisca Sauquillo Pérez Del Arco    | Partito Socialista Operaio Spagnolo                                       | PSE       |
| María Sornosa Martínez                | Partito Socialista Operaio Spagnolo                                       | PSE       |
| Anna Terrón i Cusí                    | Partito Socialista Operaio Spagnolo (Partito dei Socialisti di Catalogna) | PSE       |
| Jaime Valdivielso De Cué              | Partito Popolare                                                          | PPE-DE    |
| Elena Valenciano                      | Partito Socialista Operaio Spagnolo                                       | PSE       |
| Daniel Varela Suanzes-Carpegna        | Partito Popolare                                                          | PPE-DE    |
| Alejo Vidal-Quadras                   | Partito Popolare                                                          | PPE-DE    |
| Carlos Westendorp Y Cabeza            | Partito Socialista Operaio Spagnolo                                       | PSE       |
| Theresa Zabell                        | Partito Popolare                                                          | PPE-DE    |

## Modifiche intervenute

### Partito Popolare
- In data 20.09.1999 a Loyola De Palacio Vallelersundi subentra Juan Andrés Naranjo Escobar.
- In data 01.03.2000 a Juan Manuel Fabra Vallés subentra Felipe Camisón Asensio.
- In data 21.01.2002 a Carmen Fraga Estévez subentra Esther Herranz García.
- In data 24.04.2002 a Alejandro Agag subentra Juan José Bayona De Perogordo.
- In data 23.07.2002 a Ana Palacio Vallelersundi subentra Marcelino Oreja Arburúa.
- In data 02.04.2004 a Carlos Ripoll Y Martínez De Bedoya subentra José Vila Abelló.

### Partito Socialista Operaio Spagnolo
- In data 20.06.2003 a Carlos Westendorp Y Cabeza subentra Ana Miranda De Lage.
- In data 08.03.2004 a Joan Colom i Naval subentra Maria Del Carmen Ortiz Rivas.
- In data 02.04.2004 a María Soraya Rodríguez Ramos subentra Cristina Soriano Gil.
- In data 19.04.2004 a Maria Del Carmen Ortiz Rivas subentra Luis Marco Aguiriano Nalda.

### Sinistra Unita
- In data 24.07.2003 a Laura González Álvarez subentra María Luisa Bergaz Conesa.

### Convergenza e Unione
- In data 25.10.2002 a Pere Esteve subentra Joan Vallvé (Convergenza Democratica di Catalogna).
- In data 02.04.2004 a Carles-Alfred Gasòliba i Böhm subentra Enric Morera Català (Blocco Nazionalista Valenciano).

### Coalizione Europea
- In data 26.03.2003 a Isidoro Sánchez García subentra Enrique Monsonís Domingo (Unione Valenciana).
- In data 10.07.2003 a Carlos Bautista Ojeda subentra Juan Manuel Ferrández Lezaun (Partito Aragonese).

### Coalizione Nazionalista - Europa dei Popoli
- In data 08.06.2001 a Gorka Knörr Borràs subentra Miquel Mayol i Raynal (Sinistra Repubblicana di Catalogna).